# Ośrodek Zapasowy 13 Dywizji Piechoty
Ośrodek Zapasowy 13 Dywizji Piechoty (OZ 13 DP) – oddział piechoty Wojska Polskiego.

## Formowanie i organizacja
Ośrodek Zapasowy 13 Dywizji Piechoty nie istniał w organizacji pokojowej Wojska Polskiego. Był Jednostką mobilizowaną zgodnie z planem mobilizacyjnym „W”, w II rzucie mobilizacji powszechnej w czasie X+2. Jednostką mobilizującą Ośrodek Zapasowy 13 Dywizji Piechoty była Kadra Zapasowa Piechoty Włodzimierz. Ośrodek miał być formowany według organizacji wojennej L.3010/mob.org., ukompletowany zgodnie z zestawieniem specjalności oraz uzbrojony i wyposażony zgodnie z wojennymi należnościami materiałowymi. W skład ośrodka zapasowego ramowo wchodziły:
- dowództwo ośrodka zapasowego,
- kompania gospodarcza ośrodka zapasowego,
- kompania podchorążych rezerwy ośrodka zapasowego,
- trzy bataliony ośrodka zapasowego po trzy kompanie strzeleckie i jednej kompanii ckm,
- pluton przeciwpancerny ośrodka zapasowego,
- pluton pionierów ośrodka zapasowego,
- pluton łączności ośrodka zapasowego,
- pluton zwiadowców ośrodka zapasowego[3].

Po zmobilizowaniu wszystkich jednostek przewidzianych planem „W” w ramach mobilizacji alarmowej w sierpniu 1939, w koszarach Kadry Zapasowej Piechoty Włodzimierz we Włodzimierzu Wołyńskim 43 pułku piechoty w Dubnie, 44 pułku piechoty i 45 pułku piechoty w garnizonie Równe pozostały nadwyżki rezerwistów, część kadry oficerskiej i podoficerskiej. W garnizonie prowadzono szkolenie poborowych i rezerwistów. Z posiadanych w pułkach powołanych w dniu 15 sierpnia rezerwistów podjęto organizację Oddziałów Zbierania Nadwyżek 43 pp, 44 pp i 45 pp. Po zarządzeniu mobilizacji powszechnej od 31 sierpnia 1939 do KZP Włodzimierz we Włodzimierzu Wołyńskim oraz do garnizonów pułków 13 DP w Równe i Dubnie napłynęli dalsi rezerwiści. Prowadzono pobór koni, wozów konnych i rowerów.  
Tuż przed lub po wybuchu wojny i przeprowadzeniu poboru rezerwistów decyzją prawdopodobnie dowódcy Okręgu Korpusu nr II gen. bryg. Mieczysława Smorawińskiego, zmodyfikowano miejsce organizacji i formowania Ośrodka Zapasowego 13 Dywizji Piechoty. Zrezygnowano z garnizonu Chełm Lubelski, który był ujęty w tabeli mobilizacyjnej. Jako będącego pod zasięgiem lotnictwa niemieckiego, według części autorów było to miejsce formowania na wypadek obowiązywania Planu Operacyjnego „Wschód” wojny z ZSRR. Ostatecznie ze względu na zatłoczenie siedziby KZP Włodzimierz we Włodzimierzu Wołyńskim, postanowiono mobilizować OZ 13 DP w garnizonie Równe posiadającym pojemne koszary, bazę magazynową i szkoleniową. Dowództwo OZ 13 DP formowano na bazie KZP „Włodzimierz”, dowódcą Ośrodka został dotychczasowy komendant KZP Włodzimierz ppłk Kazimierz Czarnecki. W skład OZ 13 DP ppłk Kazimierz Czarnecki włączył bataliony marszowe i uzupełnienia marszowe zmobilizowane w ramach I rzutu mobilizacji powszechnej we Włodzimierzu Wołyńskim. Na podstawie opisów działań poszczególnych OZN pułków 13 DP wiadomo, że bezpośrednio w składzie OZ 13 DP, znalazły się jednostki zmobilizowane przez KZP  Włodzimierz i OZN 44 pp i OZN 45 pp w Równem. OZN 43 pp w Dubnie pozostał w rejonie miasta i tam prowadził działania mobilizacyjne, około 10 września znalazł się w składzie OZ 13 DP w garnizonie Równe. 14 września na rozkaz dowódcy OK nr II z OZ 13 DP przekazano batalion piechoty pod dowództwem ppłk Jana Wantucha do Grupy „Dubno”, który nosił następnie w jej składzie nazwę batalion piechoty „Równe”.  

### Obsada dowódcza OZ 13 DP
Dowództwo OZ 13 DP i jej oddziałów
- Dowódca - ppłk Kazimierz Czarnecki
- Zastępca dowódcy (jednocześnie dowódca OZN 45 pp) - ppłk Zygmunt Kostkiewicz
- dowódca OZN 43 pp - ppłk Stanisław Undas
- dowódca OZN 44 pp - mjr Tadeusz Gołąb
- dowódca batalionu piechoty OZ (43 pp) - ppłk  Józef Owczarski
  - dowódca kompanii ckm - ppor. Klemens Puzynowski[8]
- dowódca batalionu piechoty OZ „Równe” - ppłk Jan Wańtuch
- dowódca batalionu piechoty OZ (44 pp) - kpt. rez. Włodzimierz Mękarski, kpt. Józef Gogacz.

## Działania bojowe
W związku z organizacją obrony Polesia i Wołynia od strony północno zachodniej organizowano zgrupowania obronne między innymi w Dubnie. Na rozkaz dowódcy OZ 13 DP zorganizowano z zasobów Ośrodka batalion piechoty pod dowództwem ppłk. Jana Wańtucha i włączono 14 września w skład Grupy „Dubno”. Wraz z nią 17 września rano odmaszerował w kierunku Łucka. Z zasobów OZN 43 pp na rozkaz dowódcy OZ 13 DP sformowano batalion piechoty pod dowództwem ppłk Józefa Owczarskiego. Batalion ten na wieść o sowieckim najeździe, podjął marsz do Dubna, gdzie nie zastał Grupy „Dubno”, więc bocznymi drogami udał się w kierunku Łucka. We wsi Długoszyje stoczył walkę z ukraińskimi dywersantami tracąc kilku poległych i kilkunastu rannych. Wieczorem pod Demidówką batalion stanął na postój w 50 hektarowym lesie. Rano 18 września batalion został otoczony przez sowiecką piechotę i czołgi i wzięty do niewoli, cześć zbiegła i dołączyła do Grupy „Dubno”. Batalion „Równe” w ramach Grupy „Dubno”, został włączony 23/24 września w skład pułku piechoty ppłk dypl. Kazimierza Klochowicza. Walczył 21 września w walkach o Kamionkę, 22 września Mosty Wielkie, a 24 i rano 25 września o Rzyczki i Rawę Ruską, gdzie nastąpiła kapitulacja przed niemiecką 2 Dywizją Pancerną. 
Opór sowieckiemu oddziałowi wydzielonemu ze składu 45 DS (batalion rozpoznawczy i doraźnie zmotoryzowany piechoty) stawił 17 września po południu batalion piechoty OZ (44 pp) kpt. rez. Włodzimierza Mękarskiego, opór jego został pokonany do wieczora, a Równe całkowicie zajęte.
Batalion piechoty OZ 44 pp i inne nadwyżki 44 pp pod dowództwem mjr. Tadeusza Gołębia 17 września wobec zbliżających się do Równego oddziałów sowieckiej 45 Dywizji Strzelców podjął marsz w kierunku północno zachodnim. Po drodze likwidowano grupy dywersyjne i uzbrojone grupy Ukraińców, atakujących pododdziały i grupy WP. 18 września w rejonie Łucka oddział mjr. Tadeusza Gołębia został otoczony, rozbrojony i wzięty do niewoli sowieckiej.
Z Równego wymaszerowały również większość sił OZ 13 DP, w tym część sformowana z nadwyżek 45 pp w kierunku Łucka pod dowództwem ppłk Zygmunta Kostkiewicza. Pododdziały te dotarły 19 września do rejonu wsi Malin 12 kilometrów na wschód od Łucka, gdzie w zostały okrążone i skapitulowały trafiając do niewoli.  
Nie bez znaczenia jest kapitulanckie nastawienie wobec sowieckiej agresji komendanta garnizonu Równe ppłk Rudolfa Ksieniewicza, który zakazał walki z wojskami sowieckimi i wydał rozkazy przygotowania na godz. 17.00 17 września „przyjęcia dla sojuszników i przygotowania im kwater”.  